# Scopula derasata
Scopula derasata är en fjärilsart som beskrevs av Walker 1863. Scopula derasata ingår i släktet Scopula och familjen mätare. Inga underarter finns listade.